# Amber Le Bon
Amber La Bon (ur. 25 sierpnia 1989) – brytyjska modelka, jej rodzicami są Yasmin Le Bon i Simon Le Bon, wokalista słynnej grupy Duran Duran
Amber poszła w ślady matki. W 2008 roku zgłosiła się do londyńskiego oddziału agencji modelek Models 1 i podpisała kontrakt. W ciągu kilku miesięcy pracy w Londynie zaproponowano jej kontrakty z agencjami w: Mediolanie, Paryżu, Barcelonie, Toronto i Nowym Jorku.
Na wybiegu prezentowała kolekcje takich marek, jak: Caroline Charles, Graeme Black, PPQ, Giles Deacon, Mark Fast, Topshop Unique, Felder Felder. W 2011 roku została zaproszona przez dom mody Chanel do prezentowania najnowszej kolekcji „Pre-Fall 2012”. Do tej pory wzięła udział w kampaniach reklamowych firm: ASOS, Moschino Cheap & Chic, Myla swimwear, Pantene, River Island i YLB for Wallis.